# Clare River
Clare River är ett vattendrag i Kanada.   Det ligger i provinsen Ontario, i den sydöstra delen av landet, 160 km sydväst om huvudstaden Ottawa.
Omgivningarna runt Clare River är en mosaik av jordbruksmark och naturlig växtlighet. Runt Clare River är det glesbefolkat, med 8 invånare per kvadratkilometer.